# La Gouesnière
La Gouesnière is een gemeente in het Franse departement Ille-et-Vilaine (regio Bretagne). De plaats maakt deel uit van het arrondissement Saint-Malo. La Gouesnière telde op 1 januari 2022 2.000 inwoners.

## Geografie
De oppervlakte van La Gouesnière bedroeg op 1 januari 2022 8,74 vierkante kilometer; de bevolkingsdichtheid was toen 228,8 inwoners per km².

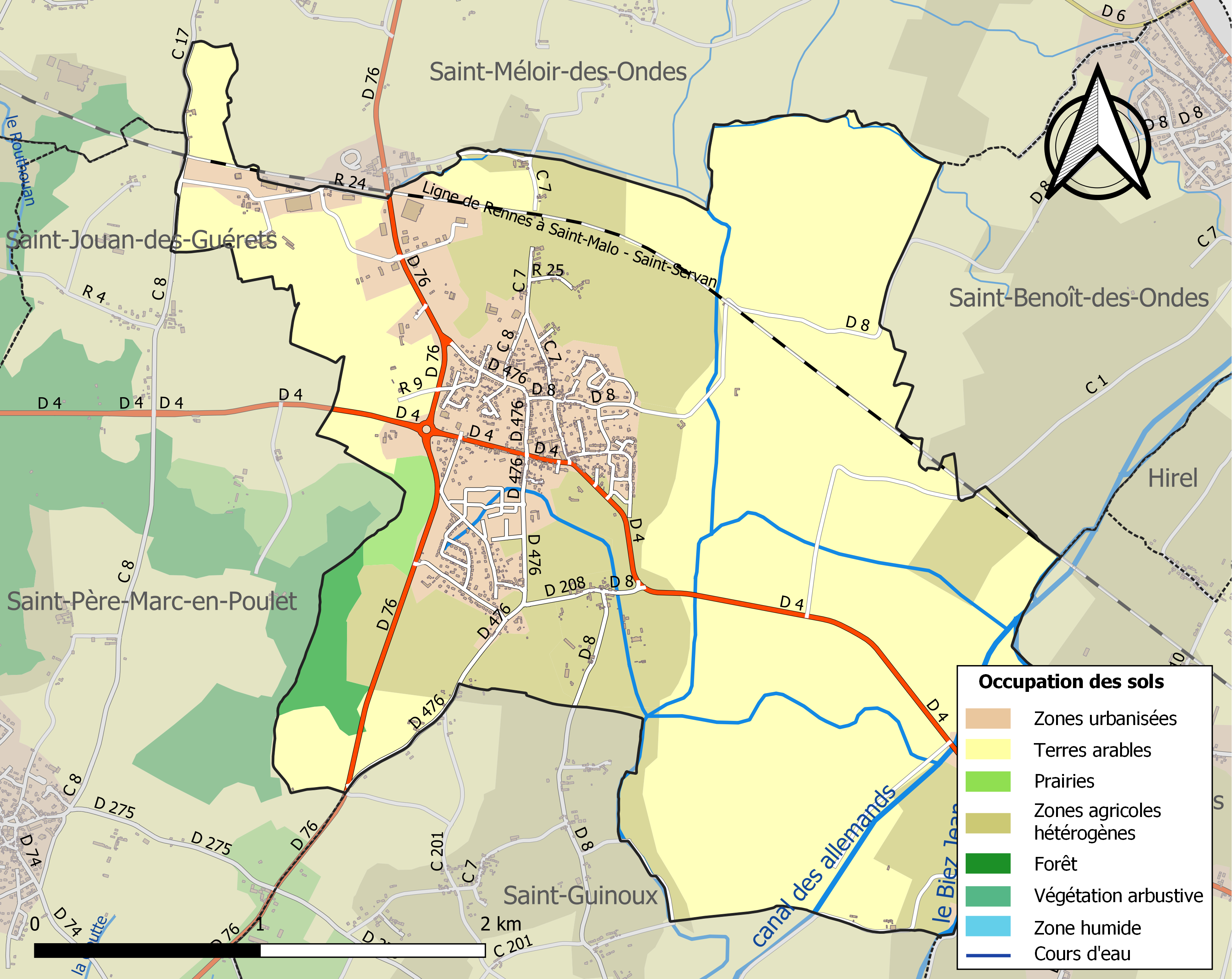
Kaart van de gemeente met belangrijkste infrastructuur, bodemgebruik en omliggende gemeenten

## Verkeer
De spoorweghalte La Gouesnière - Cancale - Saint-Méloir-des-Ondes ligt op het grondgebied van de aanpalende gemeente Saint-Méloir-des-Ondes.

## Demografie
Onderstaande figuur toont het verloop van het inwonertal, bron: INSEE-tellingen. 